# Wiener Werkstattpreis
Der Wiener Werkstattpreis für Literatur wurde 1992 ins Leben gerufen und wird seit 2000 jährlich ausgeschrieben. Bis 2005 existierte ein Parallelbewerb für den Bereich Fotografie. Die Grundidee des Wettbewerbs besteht darin, junge und weniger bekannte Autoren zu fördern. Neben deutschsprachigen Nachwuchsautoren werden seit 2019 auch Amateurfotografen gefördert; das Preisgeld beträgt insgesamt 2900 Euro (Stand 2019).
Der FZA Werkstattpreis war ursprünglich ein reiner Kurzprosabewerb und wird seit 2007 für Kurzprosa und Lyrik ausgeschrieben. Das Preisgeld beträgt EUR 800,-. Der Hauptpreis beinhaltet auch das Angebot für eine Einzelpublikation im fza verlag.
Der nunmehr parallel geführte Wiener Werkstattpreis für Literatur wird von öffentlicher Seite unterstützt (Österreichisches Bundeskanzleramt/Sektion Kunst sowie Stadt Wien) und findet in Zusammenarbeit mit dem fza verlag statt.

## Preisträger
| Jahr | Preisträger |
| ---- | --- |
| 1992 | Michaela Seul (1. Preis), Manfred Wieninger (2. Preis), Florian Ascher (3. Preis)                                                                             |
| 1994 | Franzobel (2. Preis), Christiane M. Pabst (3. Preis), der erste Platz wurde in diesem Jahr nicht vergeben.                                                    |
| 1996 | Junia Schüller (1. Preis), Mike Makart (2. Preis), Ercüment Aytaç (3. Preis)                                                                                  |
| 1998 | Matthias Ulrich (1. Preis), Claudia Glanzmann (2. Preis), Henriette Sadler (3. Preis)                                                                         |
| 2000 | Christine Thiemt (1. Preis), Semier Insayif (2. Preis), Benita Glage (3. Preis)                                                                               |
| 2001 | Marianne Ullmann (1. Preis), Olaf Kurtz (Leserpreis), der Lyrikpreis wurde nicht vergeben.                                                                    |
| 2002 | Hanna Klavacs (Kurzprosa), Alexander Gumz (Lyrik) |
| 2003 | Nicoletta Lissner (Kurzprosa), Uljana Wolf (Lyrik) |
| 2004 | Ingeborg Woitsch (Kurzprosa), Florian Seidel (Lyrik) |
| 2005 | Regina Jung, Jakob Pretterhofer |
| 2006 | Constantin Göttfert (Literatur) |
| 2007 | Klaus Ebner (Hauptpreisträger), Norbert Sternmut (Lyrik) |
| 2008 | Axel Görlach, Katharina Bendixen |
| 2009 | Wolfgang Ellmauer, Markus Thiele, Eike Grauf, Claudia Kohlus (Ehrenpreis Lyrik)                                                                               |
| 2010 | Birgit van der Leeden (Hauptpreis), Joan Weng (Publikumspreis)                                                                                                |
| 2011 | Andreas Hutt (Hauptpreis), Clemens Ottawa (Publikumspreis) |
| 2012 | Marina Ebner (Publikumspreis), Daniel Wild (Sonderpreis) |
| 2013 | Signe Ibbeken (Jurypreis), Frank Schliedermann (Publikumspreis), Bastian Kienitz (Anerkennungspreis)                                                          |
| 2014 | Marie Gamillscheg (Jurypreis), Betty Kolodzy (Publikumspreis), Sebastian Hage-Packhäuser (Anerkennungspreis)                                                  |
| 2015 | Christoph Szalay (Jurypreis), Jeannine Meighörner (Publikumspreis), Zoe Jung (Anerkennungspreis), Catrin Hassa (Sonderpreis)                                  |
| 2016 | Sandra Gugić (Jurypreis), Sarah Berger (Publikumspreis), Verena Mermer (Sonderpreis)                                                                          |
| 2017 | Mareen Bruns (Jurypreis), Markus Grundtner (Publikumspreis), Ana Drezga (Sonderpreis)                                                                         |
| 2018 | Bettina Landl (Jurypreis), Kaia Rose (Publikumspreis), Patrick Wolf (Sonderpreis)                                                                             |
| 2019 | Mercedes Spannagel (Jurypreis), Katia Sophia Ditzler (Anerkennungspreis), Christian Wolf (Sonderpreis) – Andrea Gesierich (FZA Werkstattpreis für Fotografie) |
| 2020 | Valeska Alves Brinkmann (Publikumspreis), Carolina Reichl (Sonderpreis)                                                                                       |
| 2021 | Gabriel Schütz (Jurypreis) |